# Žitava
La Žitava (Zsitva in ungherese) è un fiume della Slovacchia meridionale, affluente di sinistra della Nitra.

## Percorso
Nasce nel villaggio di Malá Lehota, nel Pohronský Inovec, e scorre da nord a sud attraversando i distretti di Žarnovica, Zlaté Moravce, Nitra, Nové Zámky e Komárno. A Martovce, dopo 99,3 chilometri, sfocia in sinistra orografica nel Nitra.

## Storia
L'11 novembre 1606, presso la vecchia confluenza della Žitava nel Danubio fu firmata la pace tra l'Impero ottomano e gli Asburgo che pose fine alla Lunga Guerra.